# 偏铌酸钠
偏铌酸钠是一种无机化合物，化学式为NaNbO3，是钠的铌酸盐之一，难溶于水，在−200 °C以下具有铁电性。它可由碳酸钠或硝酸钠和五氧化二铌反应得到。它和Bi2SrNb2O9在1100 °C反应，可以得到含四层奥里维里斯相的Bi2SrNa2Nb4O15。